# Liste der Baudenkmäler in Heilsbronn
Auf dieser Seite sind die Baudenkmäler in der mittelfränkischen Stadt Heilsbronn zusammengestellt. Diese Tabelle ist eine Teilliste der Liste der Baudenkmäler in Bayern. Grundlage ist die Bayerische Denkmalliste, die auf Basis des Bayerischen Denkmalschutzgesetzes vom 1. Oktober 1973 erstmals erstellt wurde und seither durch das Bayerische Landesamt für Denkmalpflege geführt wird. Die folgenden Angaben ersetzen nicht die rechtsverbindliche Auskunft der Denkmalschutzbehörde.

## Ensembles

### Ensemble Altstadt Heilsbronn
Der Zisterzienser-Klosterort Heilsbronn (Lage) war die befestigte Hauptstadt eines mittelalterlichen Klosterstaats mit beträchtlichem Streubesitz in Franken, ein Wirtschaftszentrum auf landwirtschaftlicher Basis und zugleich bedeutende Grablege adliger Stifterfamilien, darunter der Grafen von Abenberg, der Herren von Heideck und der Hohenzollern, wegen dieser Sepulkralfunktion im Mittelalter auch die „christliche Schlafkammer Frankens“ genannt. 1132 durch Bischof Otto von Bamberg als bischöfliches Eigenkloster unter der Schutzvogtei der Grafen von Abenberg gegründet, entwickelte es sich in staufischer Zeit zum Reichskloster, das freilich seit dem 13. Jahrhundert unter Schutzvogtei der Nürnberger Burggrafen geriet und schließlich Teil der Markgrafschaft Ansbach wurde. Nach der Reformation unter Abt Schopper 50 Jahre lang evangelisches Kloster, seit der Säkularisation 1578 bis 1736 markgräfliche Fürstenschule, blieben die ehemaligen Klostergüter bis zum Ende der hohenzollerischen Herrschaft unter einer eigenen markgräflichen Klosteramtsverwaltung mit Sitz in Heilsbronn vereinigt. Wirtschafts-, Schul- und Grablegefunktion Heilsbronns haben das eigentliche Herzstück der Anlage, das Zisterzienserkloster, um Jahrhunderte überdauert. Das Ensemble umfasst den Klosterort in seiner Ummauerung mit Einschluss des dem Nürnberger Pförtlein vorgelagerten ehemaligen Klosterviehhofs und des nordwestlich vor der Mauer liegenden ehemaligen Klosterweihers. In der architektonischen Erscheinung spiegelt sich noch heute die streng funktionale Gliederung der ehemaligen Klosterstadt wider, deren Formung in Grundrissgestalt und wenigstens in den Kernen vieler massiver Bauten dem 12./13. Jahrhundert angehört. Im Mittelpunkt der Gesamtanlage, an einer dreieckigen, marktartigen Ausweitung der kurvigen Hauptstraße, liegt die ehemalige Pforte zur Klausur, deren Gebäude axial auf die Kirche bezogen sind und sich damit als Teile der ältesten Planung zu erkennen geben. Um zwei, aufgrund der topographischen Gegebenheiten, nördlich der Kirche angeordnete Kreuzgänge, die abgebrochen wurden, befinden sich hier die wichtigsten Bauten der Klausur, teilweise wenigstens fragmentarisch erhalten. Refektorium, Dormitorium, Konventshaus (wohl das älteste Abtshaus), außerdem aber, weiter von der Kirche entfernt, Klosterküchenbau, Bursaria (Verwaltungsgebäude), Wirtschaftsbauten, in unmittelbarer Nähe des Klausurbezirks außerdem Klosterkrankenhaus (Infirmatorium) und Mönchsbad sowie die im Kern wohl dem 14. Jahrhundert angehörige Neue Abtei. Die ummauerte Laienstadt besitzt ein südwestliches Haupttor und zwei Pforten. Von den zahlreichen hier nachweisbaren Bauten, wirtschaftlichen und handwerklichen Anlagen, sind die folgenden im Kern oder wenigstens fragmentarisch noch vorhanden: Die im 15. Jahrhundert bedeutend erweiterte Laienkirche St. Katharina, Klostertaberne, Spitalkirche, Alte Abtei, Klosterschlachthaus, der vielteilige Salhof, Kern des in abenbergischem Besitz befindlichen Dorfs, das zur Klostergründung im 12. Jahrhundert geschenkt wurde, dessen Platz den heutigen Markt bildet, außerdem Lohmühle, Kornschreiberei, Kelterhaus, Klosterbäckerei und der Monumentalbau der Klostermühle. Die Ummauerung, in der Literatur ebenfalls dem 12./13. Jahrhundert zugerechnet, umgreift ausgedehntes Gartengelände, Lager- und Arbeitsplätze (z. B. für Zimmerleute am sogenannten Lindenplatz) sowie das südlich gelegene feste Haus des adeligen, später fürstlichen Schutzvogts, heute das Pfarrhaus, mit eigenem befestigten Eingang von der Feldseite. Die seit der Säkularisation 1578 einsetzende Verbürgerlichung (in der Klosterstadt hatte es keine freien Bürger gegeben) führte zu fortschreitender Privatisierung der Baudenkmäler an handwerkliches Bürgertum. Ein langsam voranschreitender Prozess der Verstädterung (Marktrechte 1806, Stadtrechte 1932) hat die Struktur der mittelalterlichen Klosterstadt bis auf einzelne kleinere Störungen bewahrt. Aktennummer: E-5-71-165-1.

## Ortsbefestigung
Die Befestigung des Klosterortes besteht aus einer einfachen Bruchsteinquadermauer des 12./13. Jahrhunderts. Die zugehörigen Torbauten sind nicht mehr vorhanden. Folgende Mauerabschnitte sind erhalten:
- Mauerzug von der Nürnberger Pforte zur Nordostecke (Lage), unterschiedliche Erhaltung und Höhe, zum Teil auf steil abfallender Hangterrasse, Mauerzug der Ostseite (Lage), gerade verlaufend, die Schwabach überbrückend, Mauerreste, teilweise durch Verbauung unkenntlich bzw. durchbrochen
- beim ehemaligen Burggrafenhaus mit Eckturm (Lage) zugleich Pforte, tonnengewölbter (vermauerter) Durchgang
- Mauerzug östlich des ehemaligen Ansbacher Tors (Lage), teilweise in Wohnbauten aufgegangen, Verlauf der Mauer, teilweise in Wohnbauten aufgegangen bis Nürnberger Pforte mit Durchbrüchen und Aussprüngen, Überbauung der heute verrohrten Schwabach
- zwei Torpfosten (Lage), 18. Jahrhundert, anstelle der mittelalterlichen Mauerpforte (Nürnberger Pforte)

Aktennummer: D-5-71-165-1.

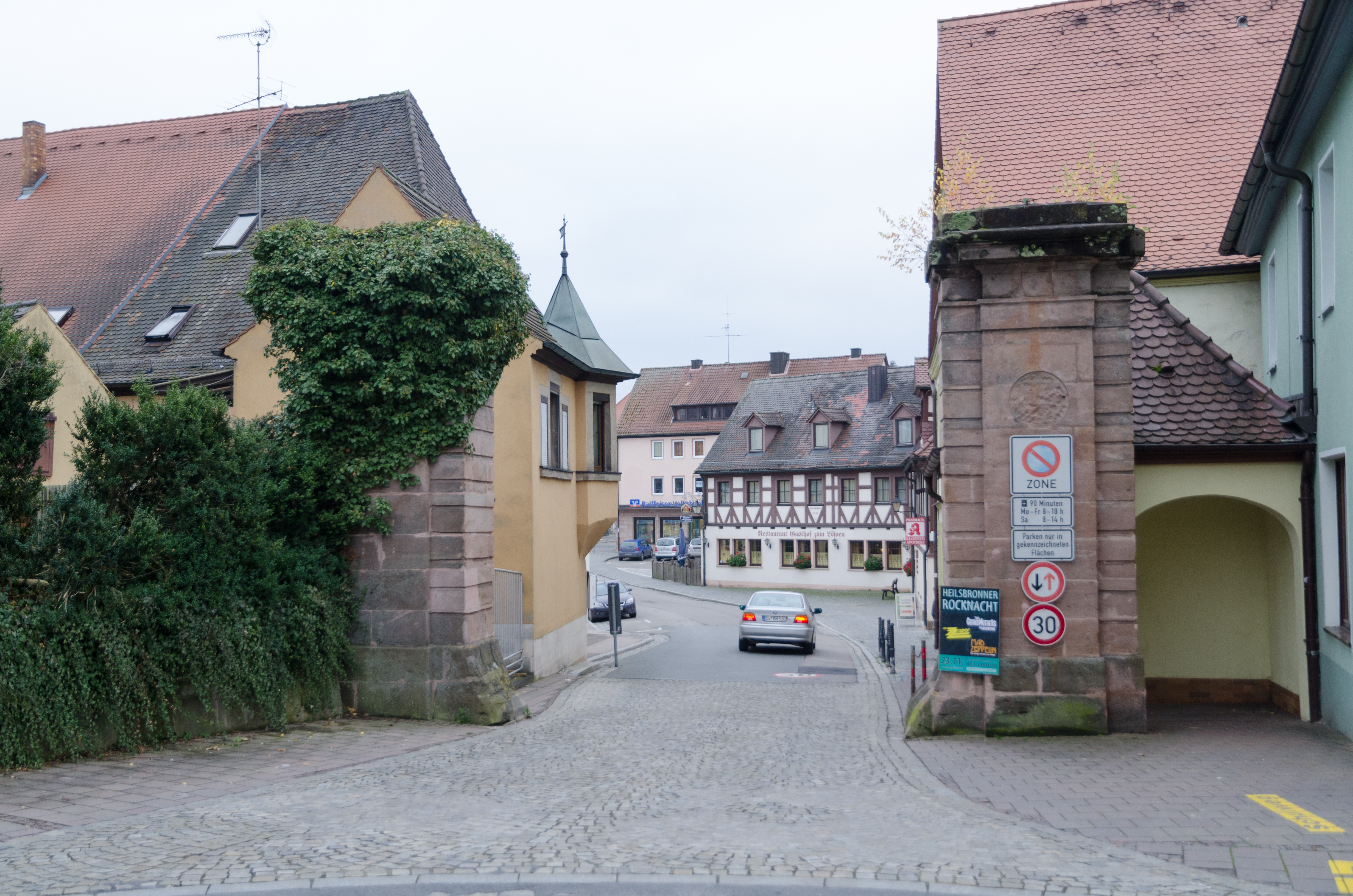
Nürnberger Pforte
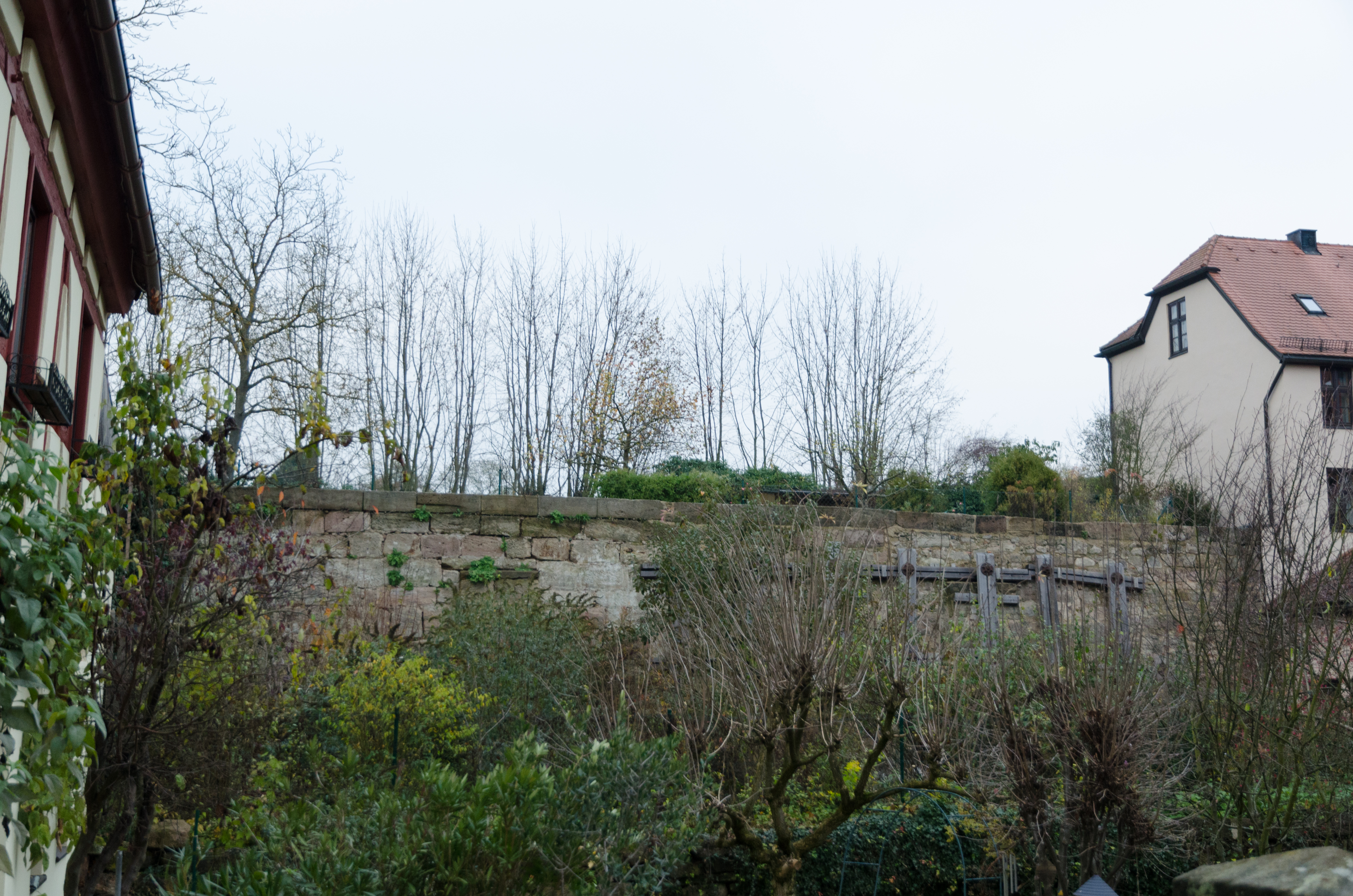
Abteigasse 3
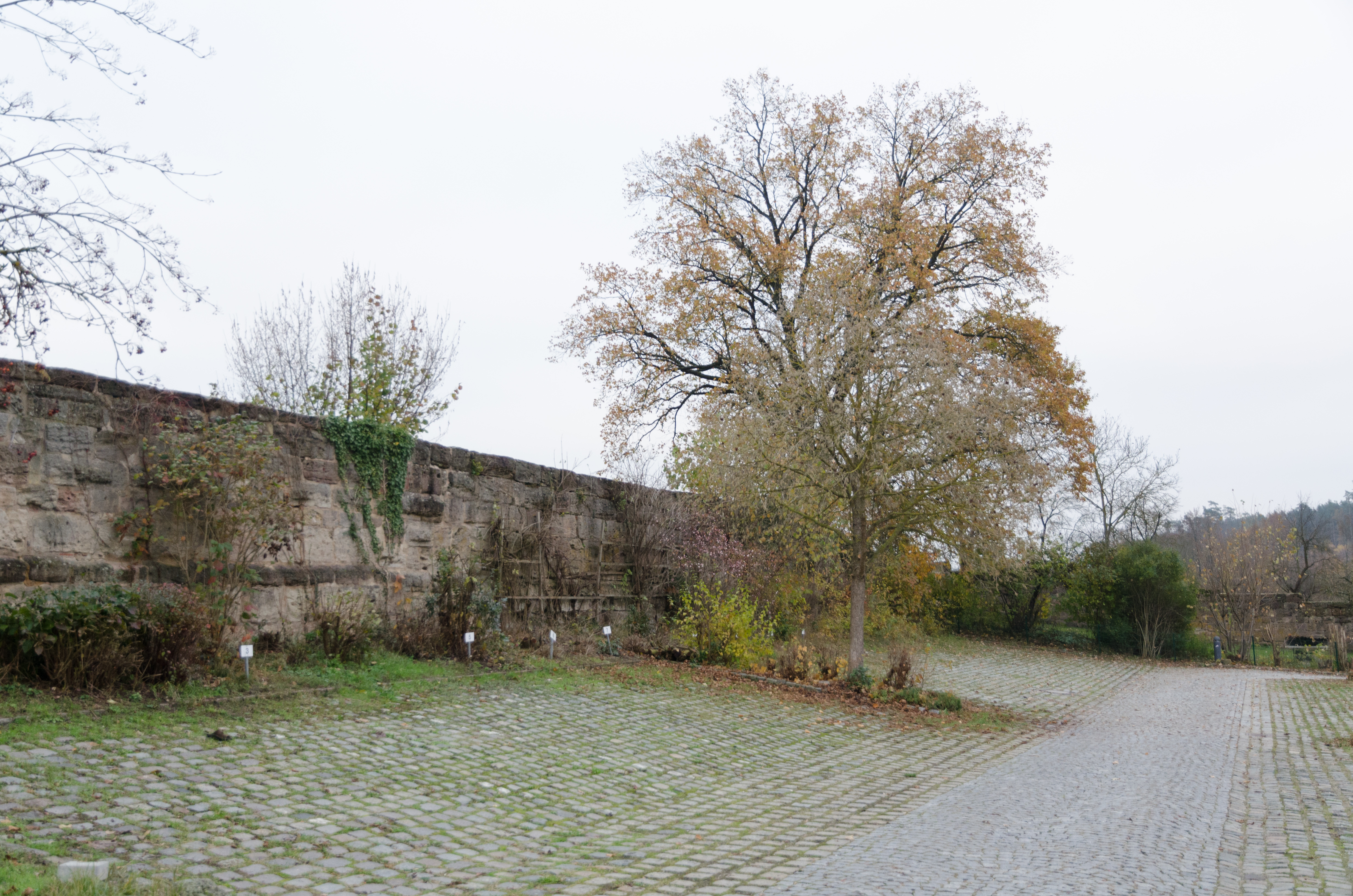
Abteigasse 15

| Lage                      | Objekt  | Beschreibung                                                   | Akten-Nr.              | Bild           |
| ------------------------- | ------- | -------------------------------------------------------------- | ---------------------- | -------------- |
| Hauptstraße 24 (Standort) | Torhaus | Zweigeschossiger Walmdachbau, im Kern wohl 15./16. Jahrhundert | D-5-71-165-26 Wikidata | weitere Bilder |

## Wasserleitung
Die Wasserleitung in der Altstadt Heilsbronns besteht aus verrohrten Wasserläufen, die teilweise in Gewölben aus Steinquadern verlaufen. Es handelt sich um eine Anlage des Mittelalters mit Rohren der Renaissance und des 18. Jahrhunderts in drei Typen: mit Lehm abgedichtete Backsteinrinnen, ausgehöhlte Baumstämme, Bleirohre, im Bereich der ummauerten Stadt. Die Wasserleitung befindet sich an folgenden Adressen Abteigasse 1; Abteigasse 2; Abteigasse 3; Abteigasse 6; Abteigasse 7; Abteigasse 8; Abteigasse 8 a; Abteigasse 10; Abteigasse 15; Hauptstraße 1; Hauptstraße 2; Hauptstraße 3; Hauptstraße 4; Hauptstraße 5; Hauptstraße 6; Hauptstraße 8; Hauptstraße 9; Hauptstraße 10; Hauptstraße 11; Hauptstraße 12; Hauptstraße 13; Hauptstraße 13 a; Hauptstraße 15; Hauptstraße 16; Hauptstraße 17; Hauptstraße 19; Hauptstraße 20; Hauptstraße 21; Hauptstraße 22; Hauptstraße 23; Kammereckerplatz 1; Kammereckerplatz 2; Kammereckerplatz 3; Lindenplatz 1; Lindenplatz 1 a; Lindenplatz 3; Lindenplatz 4; Lindenplatz 5; Lindenplatz 6; Lindenplatz 7; Lindenplatz 7 a; Lindenplatz 7 b; Lindenplatz 8; Lindenplatz 10; Marktplatz 1; Marktplatz 2; Marktplatz 2 a; Marktplatz 3; Marktplatz 4; Marktplatz 5; Marktplatz 6; Marktplatz 7; Marktplatz 8; Marktplatz 9; Marktplatz 10; Marktplatz 11; Marktplatz 12; Marktplatz 13; Marktplatz 14; Marktplatz 15; Marktplatz 17; Marktplatz 18; Marktplatz 19; Mühlgasse 1; Mühlgasse 1 a; Mühlgasse 3; Mühlgasse 4; Mühlgasse 5; Mühlgasse 8; Mühlgasse 9; Mühlgasse 10; Münsterplatz 1; Münsterplatz 2; Münsterplatz 4; Münsterplatz 5; Münsterplatz 6; Münsterplatz 7; Münsterplatz 9; Pfarrgasse 1; Pfarrgasse 1 a; Pfarrgasse 2; Pfarrgasse 3; Pfarrgasse 4; Pfarrgasse 5; Pfarrgasse 6; Pfarrgasse 7; Pfarrgasse 8; Pfarrgasse 9; Pfarrgasse 10; Pfarrgasse 11; Pfarrgasse 11 a; Pfarrgasse 12; Pfarrgasse 12 a; Pfarrgasse 14; Pfarrgasse 16; Pfarrgasse 18; Pfarrgasse 18 a; Pfarrgasse 20; Pfarrgasse 22; Pfarrgasse 24; Pfarrgasse 26; Pfarrgasse 30; Spitalgasse 1; Spitalgasse 2; Spitalgasse 3; Spitalgasse 4; Spitalgasse 5; Spitalgasse 6; Turmstraße 1; Turmstraße 2; Turmstraße 3; Turmstraße 4; Turmstraße 4 a; Turmstraße 6; Turmstraße 8; Turmstraße 10; Turmstraße 12; Turmstraße 14; Wiesenstraße 5.
Aktennummer: D-5-71-165-2.

## Bereich des ehemaligen Zisterzienserklosters
| Lage                      | Objekt                                                                                                | Beschreibung | Akten-Nr.                             | Bild           |
| ------------------------- | --- | --- | ------------------------------------- | -------------- |
| Abteigasse 2 (Standort)   | Ehemals Kapelle des Infirmatoriums                                                                    | spätgotischer, zweigeschossiger Satteldachbau, Ende 15. Jh. | D-5-71-165-33 Wikidata                | BW             |
| Abteigasse 2 (Standort)   | Ehemaliges Dormitorium                                                                                | Nordteil dreigeschossiger Massivbau mit Steilsatteldach, an der Nordfassade gotische Strebevorlage mit Steinfigur der Muttergottes und Fiale, 1479, Südteil zweigeschossiger Satteldachbau | D-5-71-165-33 Wikidata                | weitere Bilder |
| Abteigasse 6 (Standort)   | Ehemaliges Infirmatorium                                                                              | Zweigeschossiger Satteldachbau mit Zwerchhäusern und Treppenaufgang mit Sandsteinpfeilern und Vasenaufsätzen, nach Brand 1870 wiederaufgebaut | D-5-71-165-33 Wikidata                | weitere Bilder |
| Abteigasse 7 (Standort)   | Sogenannte Neue Abtei, jetzt Religionspädagogisches Zentrum der Evangelisch-Lutherischen Landeskirche | Zweiflügelbau, Nordflügel zweigeschossiger Walmdachbau, 1263–84, Innenausbau 14.–18. Jh., Südflügel dreigeschossiger Satteldachbau mit gewölbter Durchfahrt, 1485–89, Westturm, ehem. Archiv und Schatzkammer, dreigeschossiger Rechteckbau mit Zeltdach, bezeichnet„1519“; mit Ausstattung | D-5-71-165-33 Wikidata                | weitere Bilder |
| Hauptstraße 1 (Standort)  | Ehemalige Bursaria des Klosters                                                                       | Zweigeschossiger Walmdachbau mit barocker Putzgliederung, im Kern mittelalterlich, erneuert im 18. Jh. | D-5-71-165-33 Wikidata                | weitere Bilder |
| Hauptstraße 5 (Standort)  | Ehemaliges Konventshaus des Klosters, später Landgerichtsgebäude und Finanzamt                        | Walmdachbau mit kräftigem Seitenrisalit, im Erscheinungsbild 18. Jh. | D-5-71-165-33, D-5-71-165-22 Wikidata | weitere Bilder |
| Marktplatz 17 (Standort)  | Ehemalige Refektoriumsküche bzw. markgräfliche Küche, jetzt Gasthaus                                  | Zweigeschossiger Satteldachbau mit Fachwerkobergeschoss und -giebel, 17. Jahrhundert | D-5-71-165-33 Wikidata                | weitere Bilder |
| Münsterplatz 1 (Standort) | Münster, ehemals Klosterkirche, jetzt evang.-Luth. Pfarrkirche                                        | Romanische, dreischiffige Basilika mit Querhaus, Westvorhalle und fünfseitigem Ostchor, Satteldach mit steinernen Dachreiter, errichtet 1132–39, Vorhalle um 1200, im 14. Jh. als Westchor ausgebaut, Ostchor 1263–84, Hohenzollerngruft 1366, Ausbau des südlichen Seitenschiffs zur zweischiffigen, gotischen Halle, sog. Mortuarium, 1412–33, Dachreiter 1427–33, barockisierende Erneuerungen 1706 und 1770/71, purifizierende Wiederherstellung durch Friedrich von Gärtner, 1853–66, Freilegung des romanischen Bestandes unter Beseitigung der Gärtnerschen Formen, 1946–50 und 1955; am südlichen Querarm sog. Heideckerkapelle, romanischer Sandsteinquaderbau mit gerundetem Chörlein, um 1200; mit Ausstattung | D-5-71-165-33 Wikidata                | weitere Bilder |
| Münsterplatz 2 (Standort) | Brunnenhaus                                                                                           | Eingeschossiger Fachwerkbau mit steilem Walmdach, anstelle des mittelalterlichen Lavabo im ehem. vorderen Kreuzgang, Wappensteine bezeichnet „1730“ | D-5-71-165-33 Wikidata                | weitere Bilder |
| Münsterplatz 4 (Standort) | Ehemaliges Refektorium                                                                                | Umnutzung zur Brauerei 2. Hälfte 17. Jh. und zur kath. Kirche St. Otto 1889, evang. Gemeindehaus seit 1961, spätromanischer, vierjochiger Sandsteinquaderbau mit Satteldach und gotischem Dachreiter, westlich eingeschossiger Saalanbau mit Satteldach, Dach dendro.dat. 1238/39 und 1686/87 | D-5-71-165-33 Wikidata                | weitere Bilder |
| Münsterplatz 6 (Standort) | Ehemaliges Klosterbadehaus, dann Bad der Fürstenschule und gewerbliche Baderei                        | Zweigeschossiger Satteldachbau, 19. Jahrhundert, im Keller gotische Badestube | D-5-71-165-33 Wikidata                | BW             |

## Baudenkmäler nach Gemeindeteilen

### Heilsbronn
| Lage | Objekt | Beschreibung | Akten-Nr.              | Bild                                                          |
| --- | --- | --- | ---------------------- | ------------------------------------------------------------- |
| Abteigasse 3 (Standort) | Wohnhaus | Zweigeschossiger giebelständiger Satteldachbau, Obergeschoss und Giebel Fachwerk, erste Hälfte 19. Jahrhundert | D-5-71-165-5 Wikidata  | weitere Bilder                                                |
| Abteigasse 8; Abteigasse 10 (Standort)                                                                                       | Doppelwohnhaus                                                                                               | Zweigeschossiges Gebäude mit Halbwalmdach, 18./19. Jahrhundert, mit spätmittelalterlichen Bauteilen | D-5-71-165-7 Wikidata  | weitere Bilder                                                |
| Alte Poststraße 2; Alte Poststraße 4; Alte Poststraße 4 a; Am Postberg 3; Alte Poststraße 9; Nähe Alte Poststraße (Standort) | Ehemaliger Viehhof des Klosters, dann Gasthaus, Poststation                                                  | Zweiflügeliger zweigeschossiger Mansarddachbau, mit Fachwerkobergeschoss, 18. Jahrhundert | D-5-71-165-9 Wikidata  | weitere Bilder                                                |
| Alte Poststraße 2; Alte Poststraße 4; Alte Poststraße 4 a; Am Postberg 3; Alte Poststraße 9; Nähe Alte Poststraße (Standort) | Ehemaliger Viehhof des Klosters                                                                              | Ehemals zum Viehhof gehöriger Scheunenbau, Fachwerk, Krüppelwalm 18. Jahrhundert mit eingeschossigem Anbau, Backstein, um 1900 | D-5-71-165-9 Wikidata  | weitere Bilder                                                |
| Alte Poststraße 6 (Standort)                                                                                                 | Wohnhaus | Zweigeschossiger Walmdachbau, mit fachwerksichtigem Obergeschoss, 18. Jahrhundert | D-5-71-165-10 Wikidata | weitere Bilder                                                |
| Ansbacher Straße 2 (Standort)                                                                                                | Forstamtsanwesen                                                                                             | Zweigeschossiger Sandsteinquaderbau mit Halbwalmdach, in Ecklage, Mitte 19. Jahrhundert | D-5-71-165-13 Wikidata | Forstamtsanwesen                                              |
| Ansbacher Straße 2 (Standort)                                                                                                | Forstamtsanwesen                                                                                             | Einfriedung mit Tor- und Umzäunungspfeilern, gleichzeitig mit Gebäude | D-5-71-165-13 Wikidata | BW                                                            |
| Fürther Straße 13 (Standort)                                                                                                 | Friedhof | Ummauerte Anlage mit neugotischem Schmiedeeisenportal, 1859, mit zahlreichen Grabsteinen, zweites Drittel 19. bis frühes 20. Jahrhundert, Zinkguss-Kruzifixus mit neugotischem Sandsteinkreuz und -sockel, um 1860                                                                             | D-5-71-165-16 Wikidata | weitere Bilder                                                |
| Fürther Straße 13 (Standort)                                                                                                 | Leichenhalle                                                                                                 | Eingeschossiges Gebäude mit Halbwalmdach und vorgezogenem Mittelbau mit Ziergiebel, mit Dachreiter, mit Putz- und Natursteingliederung, in historisierenden, neubarocken Formen, bezeichnet „1910“                                                                                             | D-5-71-165-16 Wikidata | weitere Bilder                                                |
| Hauptstraße 3 (Standort) | Wohngebäude                                                                                                  | Zweigeschossiger Walmdachbau in Ecklage, mit rustizierten Ecklisenen, 18. Jahrhundert | D-5-71-165-18 Wikidata | weitere Bilder                                                |
| Nähe Hauptstraße (Standort)                                                                                                  | Scheune | dreigeschossiger massiver Bau mit Steildach, 18. Jahrhundert | D-5-71-165-18          | weitere Bilder                                                |
| Hauptstraße 4 (Standort) | Ehemals älteste Abtei des Klosters, ab 1722 Brauerei                                                         | Wohnhaus, zweigeschossiger Walmdachbau mit Eckpilastern und Gesimsgliederung, bez. 1723; Rückgebäude, Rest der Alten Abtei, Satteldachbau mit einseitigem Halbwalm und Aufzugsgaube, im Kern 12. Jh., Umbau zur Brauerei 1722, Dachstuhlerneuerung 1755, Reparaturen dendro.dat. 1824 und 1890 | D-5-71-165-19 Wikidata | weitere Bilder                                                |
| Hauptstraße 4 (Standort) | Ehemals älteste Abtei des Klosters                                                                           | Scheune, im Kern wohl 16. Jahrhundert, mehrfach verändert | D-5-71-165-19 Wikidata | BW                                                            |
| Hauptstraße 16 (Standort) | Ehem. Klosterschmiede                                                                                        | Zweigeschossiger Satteldachbau, einseitig mit kurzem Schopf, mit Zwerchhaus, Fachwerkobergeschoss und -Giebel, 17. Jahrhundert | D-5-71-165-23 Wikidata | BW                                                            |
| Hauptstraße 20 (Standort) | Katharinenturm                                                                                               | Westteil der im Übrigen abgegangenen Katharinenkirche, Wohn- und Geschäftshaus, Turm mit Pyramidendach und barocker Laterne, 14. Jahrhundert, 1771 umgestaltet | D-5-71-165-24 Wikidata | weitere Bilder                                                |
| Hauptstraße 27 (Standort) | Wohnhaus | Zweigeschossiger Satteldachbau, Sandstein, gotisierend, drittes Viertel 19. Jahrhundert, mit spätgotischer Portalrahmung, zugehörig Mauer der Ortsbefestigung | D-5-71-165-28 Wikidata | BW                                                            |
| Hauptstraße 29 (Standort) | Östlich zugehörig Wohngebäude                                                                                | Zweigeschossiger Satteldachbau mit Fachwerk, verputzt, mit vorkragendem Obergeschoss, 18. Jahrhundert; rückwärtig Mauer der ehemaligen Ortsbefestigung | D-5-71-165-29 Wikidata | BW                                                            |
| Kammereckerplatz (Standort)                                                                                                  | Prinzregentendenkmal                                                                                         | Auf Treppensockel halbrunde Bank mit der gesockelten Bronzefigur, von Alois Mayer (Guss H. Klement, München), 1911 | D-5-71-165-32 Wikidata | weitere Bilder                                                |
| Kammereckerplatz 1; Kammereckerplatz 2 (Standort)                                                                            | Ehemaliges Gästehaus des Klosters, später Amtsgericht und Rathaus                                            | Zweigeschossiger Walmdachbau in Ecklage, 18./19. Jahrhundert mit älterem Kern | D-5-71-165-30 Wikidata | weitere Bilder                                                |
| Kammereckerplatz 3 (Standort)                                                                                                | Ehemalige Klostertaberne, Gasthaus, auch Steinhof                                                            | Dreigeschossiges Gebäude mit Satteldach und Halbwalm, im Kern frühes 13. Jahrhundert, Erscheinung mit Fachwerkobergeschossen und Zwerchgiebeln im Wesentlichen zweite Hälfte 16. Jahrhundert, Veränderungen des 18. Jahrhunderts                                                               | D-5-71-165-31 Wikidata | weitere Bilder                                                |
| Marktplatz (Standort) | Brunnen | Polygonales Becken mit neugotischem Sandsteinpfeiler, Gusseisen, bezeichnet „1862“ | D-5-71-165-52 Wikidata | weitere Bilder                                                |
| Marktplatz 1; Marktplatz 3; Marktplatz 5 (Standort)                                                                          | Ehemaliger Salstall des mittelalterlichen Salhofes                                                           | Zweigeschossiger Walmdachbau mit Schleppgauben, um 1720 umgebaut zum Wachhaus für markgräfliche Soldaten, mit Soldatenküche Verlauf der Ortsmauer, vgl. Befestigung | D-5-71-165-37 Wikidata | weitere Bilder                                                |
| Marktplatz 2 (Standort) | Ehemaliges Salhaus, nach 1552 Hofrichterhaus                                                                 | Zweigeschossiger Satteldachbau, mit Geschossgliederung und rustizierten Ecklisenen, Umbau von 1721, mit brandenburgischem Wappen, bezeichnet „1721“ | D-5-71-165-38 Wikidata | weitere Bilder                                                |
| Marktplatz 4 (Standort) | Wohnhaus | Zweigeschossiges Gebäude mit Mansardwalmdach, Zwerchhaus, mit fachwerksichtigem Obergeschoss, 18. Jahrhundert | D-5-71-165-40 Wikidata | weitere Bilder                                                |
| Marktplatz 6; Marktplatz 8 (Standort)                                                                                        | Ehemaliges Schlachthaus des Klosters, Gasthaus                                                               | Zweigeschossiger Satteldachbau, mit fachwerksichtigem Obergeschoss und Giebel, 17. /18. Jahrhundert | D-5-71-165-42 Wikidata | weitere Bilder                                                |
| Marktplatz 7; Marktplatz 9; Marktplatz 11 (Standort)                                                                         | Ehemaliger Magazinbau des Salhofs, umgebaut als Klosteramtsverwalterhaus und markgräfliches Absteigequartier | Zweigeschossiger Satteldachbau in Ecklage, mit Treppengiebel, traufseitig Fachwerkobergeschoss, bezeichnet „1621“ | D-5-71-165-43 Wikidata | weitere Bilder                                                |
| Marktplatz 10 (Standort) | Wohnhaus | Zweigeschossiger Walmdachbau, mit Zwerchhaus, 18. Jahrhundert | D-5-71-165-46 Wikidata | weitere Bilder                                                |
| Marktplatz 12 (Standort) | Wohnhaus | Zweigeschossiger giebelständiger Satteldachbau, teilweise verputztes Fachwerkobergeschoss, 17. Jahrhundert | D-5-71-165-48 Wikidata | weitere Bilder                                                |
| Marktplatz 13; Marktplatz 15 (Standort)                                                                                      | Ehemaliger Marstall und Gegenschreiberwohnung                                                                | Zweigeschossiger Satteldachbau in Ecklage, mit Zwerchhaus, im Erdgeschoss zweischiffige Halle, 1505, modern aufgestockt und verändert | D-5-71-165-49 Wikidata | Ehemaliger Marstall und Gegenschreiberwohnung                 |
| Marktplatz 19 (Standort) | Ehemaliges markgräfliches Gästehaus                                                                          | Zweigeschossiger Satteldachbau in Ecklage, bezeichnet „1576“ | D-5-71-165-51 Wikidata | weitere Bilder                                                |
| Mühlgasse 10; Mühlgasse 9 (Standort)                                                                                         | Ehemalige Klostermühle                                                                                       | Großer zweigeschossiger Bau mit Steildach, im Kern wohl 12./13. Jahrhundert, Fachwerkobergeschoss 1515 | D-5-71-165-53 Wikidata | weitere Bilder                                                |
| Mühlgasse 10; Mühlgasse 9 (Standort)                                                                                         | Ehemalige Klostermühle. Nebengebäude und Grundmauern der ehemaligen Klosterbäckerei                          | Siehe auch Befestigung | D-5-71-165-53 Wikidata | weitere Bilder                                                |
| Pfarrgasse 8 (Standort) | Evangelisch-lutherisches Pfarrhaus, ehemaliges Burggrafenhaus                                                | Zweigeschossiger Satteldachbau, im Kern 12. Jahrhundert, Umbauten im 18. und 19. Jahrhundert, mit neugotischer Fassade des mittleren 19. Jahrhunderts Zugehörig Ortsmauer mit Eckturm (Markgrafentor), siehe Befestigung                                                                       | D-5-71-165-57 Wikidata | Evangelisch-lutherisches Pfarrhaus, ehemaliges Burggrafenhaus |
| Pfarrgasse 30 (Standort) | Zur ehemaligen Lohmühle gehöriges Wohnhaus                                                                   | Zweigeschossiger Satteldachbau, teils verputztes Fachwerk, 17. Jahrhundert; im Kern wohl Eckturm der Ortsbefestigung | D-5-71-165-59 Wikidata | BW                                                            |
| Spitalgasse 4 (Standort) | Wohnhaus | Zweigeschossige Gebäude mit Halbwalmdach, 18. Jahrhundert | D-5-71-165-60 Wikidata | weitere Bilder                                                |
| Spitalgasse 6 (Standort) | Ehemalige Klosterspitalkapelle, Umbau zum Wohnhaus                                                           | Reichprofilierter Quaderbau, zweite Hälfte 13. Jahrhundert, Fachwerkaufstockung mit Satteldach, Verbauung des Inneren, Ende 17./Anfang 18. Jahrhundert | D-5-71-165-61 Wikidata | weitere Bilder                                                |

### Betzmannsdorf
| Lage                       | Objekt                               | Beschreibung | Akten-Nr.              | Bild           |
| -------------------------- | ------------------------------------ | --- | ---------------------- | -------------- |
| Betzmannsdorf 1 (Standort) | Ehemaliger Klosterhof von Heilsbronn | Wohnstallhaus, eingeschossiger Satteldachbau, einseitig mit kurzem Schopf, mit Fachwerkgiebel, wohl 16. Jahrhundert | D-5-71-165-64 Wikidata | weitere Bilder |
| Betzmannsdorf 1 (Standort) | Ehemaliger Klosterhof von Heilsbronn | Kleintierstall, eingeschossiger massiver Satteldachbau, 19. Jahrhundert                                             | D-5-71-165-64 Wikidata | BW             |
| Betzmannsdorf 1 (Standort) | Ehemaliger Klosterhof von Heilsbronn | Erhaltene Teile der Einfriedung, wohl mittelalterliche Bruchsteinmauer und Torpfosten des 18. Jahrhunderts          | D-5-71-165-64 Wikidata | BW             |
| Betzmannsdorf 3 (Standort) | Wohnstallhaus                        | Eingeschossiges massives Gebäude mit Steildach, frühes 19. Jahrhundert                                              | D-5-71-165-65 Wikidata | BW             |

### Bonnhof
| Lage                                        | Objekt                                        | Beschreibung | Akten-Nr.               | Bild           |
| ------------------------------------------- | --------------------------------------------- | --- | ----------------------- | -------------- |
| Bürgleiner Straße 22 (Standort)             | Ehemalige Brauerei                            | Dreigeschossiger Satteldachbau mit Fachwerkteilen, bezeichnet „1706“, im 19. Jahrhundert zum Teil verändert und erweitert, ehemals zugehörig zum Klosterhof von Heilsbronn | D-5-71-165-67 Wikidata  | weitere Bilder |
| Bürgleiner Straße 24; In Bonnhof (Standort) | Wohnhaus                                      | Zweigeschossiger Satteldachbau, einseitig mit Walm, mit Fachwerkobergeschoss und Fachwerkgiebel, bezeichnet „1687“, mit eingeschossigem Satteldachanbau, wohl um 1800      | D-5-71-165-68 Wikidata  | weitere Bilder |
| Bürgleiner Straße 24; In Bonnhof (Standort) | Ehemalige Mühle                               | Fischerhaus, zweigeschossiger Walmdachbau, Fachwerk, 17./18. Jahrhundert, Veränderungen „1815“ (bezeichnet); ehemals zum Klosterhof von Heilsbronn                         | D-5-71-165-68 Wikidata  | BW             |
| Bürgleiner Straße 26; In Bonnhof (Standort) | Ehemalige Zehntscheune                        | Satteldachbau, einseitig mit Halbwalm, mit Fachwerkteilen, 17./18. Jahrhundert                                                                                             | D-5-71-165-107 Wikidata | weitere Bilder |
| In Bonnhof (Standort)                       | Kellerhaus                                    | Eingeschossiger Steinquaderbau mit Satteldach, erstes Viertel des 19. Jahrhunderts; zugehörig zur ehemaligen Wasserburg                                                    | D-5-71-165-66 Wikidata  | Kellerhaus     |
| Zum Weinberg 2 (Standort)                   | Ehemaliges markgräfliches Forst- und Jagdhaus | Zweigeschossiger Quaderbau mit Halbwalmdach, mit Innenausbau, im Kern mittelalterlich, von Johann David Steingruber ausgebaut, spätes 18. Jahrhundert                      | D-5-71-165-69 Wikidata  | weitere Bilder |
| Zum Weinberg 2 (Standort)                   | Scheune                                       | Eingeschossiges Gebäude mit Halbwalmdach, teilweise Fachwerk, 18. Jahrhundert                                                                                              | D-5-71-165-69 Wikidata  | BW             |
| Zum Weinberg 2 (Standort)                   | Einfriedung                                   | Quadermauerwerk, 18. Jahrhundert | D-5-71-165-69 Wikidata  | BW             |

### Bürglein
| Lage                                                              | Objekt                                                      | Beschreibung | Akten-Nr.              | Bild           |
| ----------------------------------------------------------------- | ----------------------------------------------------------- | --- | ---------------------- | -------------- |
| Am Bachwasen; Am Bachwasen 3; Am Bachwasen 9; Mühlbach (Standort) | Brücke                                                      | Gewölbte, einbogige Bachbrücke aus Quadersteinen, 18./frühes 19. Jahrhundert                                                                                        | D-5-71-165-78 Wikidata | BW             |
| Großhabersdorfer Straße 8; Ganswasenbach (Standort)               | Ehemalige Wassermühle                                       | Zweigeschossiger Satteldachbau mit Fachwerkgiebel, 1623, teilweise aufgestockt                                                                                      | D-5-71-165-75 Wikidata | BW             |
| Großhabersdorfer Straße 8; Ganswasenbach (Standort)               | Ehemalige Wassermühle                                       | Scheune, eingeschossiger Satteldachbau, 17./18. Jahrhundert | D-5-71-165-75 Wikidata | BW             |
| Großhabersdorfer Straße 8; Ganswasenbach (Standort)               | Ehemalige Wassermühle                                       | Nebengebäude, zweigeschossiger Satteldachbau, Obergeschoss Fachwerk, 17./18. Jahrhundert                                                                            | D-5-71-165-75 Wikidata | BW             |
| Großhabersdorfer Straße 8; Ganswasenbach (Standort)               | Ehemalige Wassermühle                                       | Nebengebäude, Backhaus, bezeichnet „1816“ | D-5-71-165-75 Wikidata | BW             |
| Großhabersdorfer Straße 8; Ganswasenbach (Standort)               | Ehemalige Wassermühle                                       | Erhöhter Mühlkanal, 18./19. Jahrhundert | D-5-71-165-75 Wikidata | BW             |
| Großhabersdorfer Straße 21 (Standort)                             | Evangelisch-lutherische Pfarrkirche St. Johannes der Täufer | Saalkirche, im Markgrafenstil, 1725/26, Turm 13./14. Jahrhundert mit Fachwerkobergeschoss des 18. Jahrhunderts; mit Ausstattung                                     | D-5-71-165-71 Wikidata | weitere Bilder |
| Großhabersdorfer Straße 21 (Standort)                             | Friedhof                                                    | Mit einzelnen Grabsteinen des 18./19. Jahrhunderts und Kreuz mit lebensgroßem Kruzifix, Gusseisen, um 1900                                                          | D-5-71-165-71 Wikidata | BW             |
| Großhabersdorfer Straße 21 (Standort)                             | Friedhofs-Ummauerung                                        | Spätmittelalterlich, mit Torpfeiler und schmiedeeisernen Toren des mittleren 19. Jahrhunderts                                                                       | D-5-71-165-71 Wikidata | BW             |
| Großhabersdorfer Straße 22 (Standort)                             | Gasthaus                                                    | Zweigeschossiger Satteldachbau, Erdgeschoss Quadermauerwerk, Obergeschoss und Giebel Fachwerk, 18. Jahrhundert                                                      | D-5-71-165-74 Wikidata | Gasthaus       |
| Großhabersdorfer Straße 25 (Standort)                             | Gasthaus                                                    | Zweigeschossiger giebelständiger Satteldachbau, Obergeschoss und Giebel Fachwerk, 1709                                                                              | D-5-71-165-77 Wikidata | Gasthaus       |
| Kirchenweg 1 (Standort)                                           | Ehemalige Schmiede                                          | Eingeschossiger giebelständiger Satteldachbau mit Fachwerkgiebel, 1686, vorkragendes Dach des 17. Jahrhunderts, mit zweigeschossigem Anbau mit Fachwerkobergeschoss | D-5-71-165-76 Wikidata | BW             |
| Kirchenweg 7 (Standort)                                           | Pfarrhaus                                                   | Zweigeschossiger gegliederter Quaderbau mit Mansardwalmdach, von Johann Michael Best, 1751                                                                          | D-5-71-165-73 Wikidata | weitere Bilder |
| Raitersaicher Weg; Burgstallweg (Standort)                        | Brücken                                                     | Zwei kleinere einbogige Quaderbauten, 18./19. Jahrhundert | D-5-71-165-79 Wikidata | BW             |

### Göddeldorf
| Lage                    | Objekt          | Beschreibung                                                                       | Akten-Nr.              | Bild |
| ----------------------- | --------------- | ---------------------------------------------------------------------------------- | ---------------------- | ---- |
| Göddeldorf 8 (Standort) | Ehemalige Mühle | Zweigeschossiger Satteldachbau mit Fachwerkgiebel, 18. Jahrhundert, renoviert 1836 | D-5-71-165-81 Wikidata | BW   |

### Gottmannsdorf
| Lage                       | Objekt   | Beschreibung                                                                       | Akten-Nr.              | Bild |
| -------------------------- | -------- | ---------------------------------------------------------------------------------- | ---------------------- | ---- |
| Gottmannsdorf 5 (Standort) | Wohnhaus | Zweigeschossiger massiver Satteldachbau, mit Putzgliederung, Mitte 19. Jahrhundert | D-5-71-165-83 Wikidata | BW   |
| Gottmannsdorf 5 (Standort) | Scheune  | Eingeschossiger Satteldachbau, Fachwerk, Ende 18. Jahrhundert                      | D-5-71-165-83 Wikidata | BW   |

### Großhaslach
| Lage                                                                               | Objekt      | Beschreibung                | Akten-Nr.              | Bild |
| ---------------------------------------------------------------------------------- | ----------- | --------------------------- | ---------------------- | ---- |
| Ketteldorfer Forst, 200 m südlich des Weges nach Ketteldorf am Waldrand (Standort) | Martersäule | Monolith, bezeichnet „1759“ | D-5-71-190-21 Wikidata | BW   |

### Ketteldorf
| Lage                                    | Objekt                               | Beschreibung | Akten-Nr.              | Bild           |
| --------------------------------------- | ------------------------------------ | --- | ---------------------- | -------------- |
| Ketteldorf 3 (Standort)                 | Wohnstallhaus                        | Eingeschossiger massiver Bau mit steilem Satteldach, 18./19. Jahrhundert                                                  | D-5-71-165-85 Wikidata | BW             |
| Ketteldorf 27; Ketteldorf 18 (Standort) | Evangelisch-lutherische Filialkirche | Saalkirche, 1716, unter Verwendung spätgotischen Steinmaterials, Fachwerkdachreiter wohl 18. Jahrhundert; mit Ausstattung | D-5-71-165-84 Wikidata | weitere Bilder |
| Ketteldorf 18; Ketteldorf 27 (Standort) | Friedhofsbefestigung                 | Erhaltene Teile der mittelalterlichen Friedhofsbefestigung                                                                | D-5-71-165-84 Wikidata | BW             |

### Markttriebendorf
| Lage                           | Objekt                                            | Beschreibung                                                                 | Akten-Nr.              | Bild           |
| ------------------------------ | ------------------------------------------------- | ---------------------------------------------------------------------------- | ---------------------- | -------------- |
| In Markttriebendorf (Standort) | Evangelisch-lutherische Filialkirche St. Matthäus | Chorturmkirche, Chorturm mit Fachwerk, wohl 13. Jahrhundert; mit Ausstattung | D-5-71-165-90 Wikidata | weitere Bilder |

### Müncherlbach
| Lage                      | Objekt  | Beschreibung                                                               | Akten-Nr.              | Bild |
| ------------------------- | ------- | -------------------------------------------------------------------------- | ---------------------- | ---- |
| Müncherlbach 9 (Standort) | Scheune | Eingeschossiges Gebäude mit Steildach, mit Fachwerkgiebel, 18. Jahrhundert | D-5-71-165-91 Wikidata | BW   |

### Neuhöflein
| Lage                    | Objekt  | Beschreibung                                                                      | Akten-Nr.              | Bild |
| ----------------------- | ------- | --------------------------------------------------------------------------------- | ---------------------- | ---- |
| Neuhöflein 3 (Standort) | Scheune | Eingeschossiges Gebäude mit Steildach, Fachwerkgiebel verputzt, bezeichnet „1765“ | D-5-71-165-92 Wikidata | BW   |

### Weißenbronn
| Lage                                                                  | Objekt                                                 | Beschreibung | Akten-Nr.               | Bild           |
| --------------------------------------------------------------------- | ------------------------------------------------------ | --- | ----------------------- | -------------- |
| Gießübel, westlich des Ortes an der Straße nach Heilsbronn (Standort) | Martersäule                                            | Sandstein, 17./18. Jahrhundert                                                                                     | D-5-71-165-98 Wikidata  | BW             |
| Nähe Talstraße (Standort)                                             | Evangelisch-lutherische Pfarrkirche St. Michael        | Chorturmkirche, Saalbau, 1337, 1716 Umbau; mit Ausstattung                                                         | D-5-71-165-94 Wikidata  | weitere Bilder |
| Nähe Talstraße (Standort)                                             | Teilweise Ummauerung des Friedhofs                     | Wohl mittelalterlicher Kern, mit Grabsteinen                                                                       | D-5-71-165-94 Wikidata  | BW             |
| Nähe Talstraße; Talstraße 4 (Standort)                                | Scheune                                                | Eingeschossiger Satteldachbau, Fachwerk, 17./18. Jahrhundert                                                       | D-5-71-165-96 Wikidata  | BW             |
| Sonnenstraße 15a (Standort)                                           | Ehemaliges Forsthaus                                   | Eingeschossiges Gebäude mit Halbwalmdach, verputzt, mit Natursteingliederungen, mit neubarocken Elementen, um 1900 | D-5-71-165-95 Wikidata  | BW             |
| Talstraße 6 (Standort)                                                | Pfarrhaus                                              | Zweigeschossiger Walmdachbau mit Ecklisenen, 1738/39; Pfarrgartenmauer, um 1800                                    | D-5-71-165-104 Wikidata | Pfarrhaus      |
| Talstraße 14 (Standort)                                               | Wohnhaus                                               | Eingeschossiger giebelständiger Bau mit Steildach, Fachwerkgiebel, 17./18. Jahrhundert                             | D-5-71-165-97 Wikidata  | BW             |
| Wollersdorfer Straße 5 (Standort)                                     | Ehemaliges Schulhaus, jetzt evangelisches Gemeindehaus | Zweigeschossiger traufständiger Satteldachbau, Sandsteinquader, 1854                                               | D-5-71-165-106 Wikidata | BW             |
| Wollersdorfer Straße 5 (Standort)                                     | Nebengebäude                                           | Eingeschossiger Quaderbau mit Zeltdach, wohl gleichzeitig                                                          | D-5-71-165-106 Wikidata | BW             |

### Weiterndorf
| Lage                        | Objekt                                        | Beschreibung | Akten-Nr.               | Bild |
| --------------------------- | --------------------------------------------- | --- | ----------------------- | ---- |
| Am Mühlberg 14 (Standort)   | Ehemalige Wassermühle des Klosters Heilsbronn | Zweigeschossiger Satteldachbau, östlich mit kurzem Schopf, mit Fachwerkgiebel, im Kern 16./17. Jahrhundert, Umbauten und Erweiterungen 1932 Nebengebäude, Scheune, Satteldachbau, 19. Jahrhundert | D-5-71-165-100 Wikidata | BW   |
| Dorfstraße 5 (Standort)     | Wohnstallhaus                                 | Eingeschossiger giebelständiger Satteldachbau mit Fachwerkobergeschoss, durch Zwerchhaus im späten 19. Jahrhundert einseitig erweitert, Stallbereich teilerneuert, wohl ehemaliger Schafstall des Klosters Heilsbronn Scheune, verbretterter Holzständerbau, teilweise massiv, vermutlich 17. Jahrhundert | D-5-71-165-101 Wikidata | BW   |
| Zum Mitterfeld 3 (Standort) | Ehemaliges Forsthaus                          | Zweigeschossiger Bau mit Walmdach, Putzgliederung, 18. Jahrhundert, mit Stallanbau, 19. Jahrhundert | D-5-71-165-99 Wikidata  | BW   |